# Lazy river

Une lazy river (rivière paresseuse en français) est un type d'attraction aquatique développé dans de nombreux parcs aquatiques et centres de détente.

## Principe
Ce type d'attraction se présente sous la forme d'un canal artificiel. Grâce à des systèmes de pompes, on y recréé un faible courant simulant celui d'une rivière. Certaines de ces Lazy river finissent leur course dans une grande piscine, d'autre peuvent au contraire fonctionner en circuit fermé.
Les abords des Lazy river peuvent également être agrémentés d'éléments décoratifs ou amusants comme des cascades, des jets d'eau, …
Les nageurs peuvent, selon la profondeur du canal et la force du courant, se laisser emporter par le courant, sans accessoires ou en étant confortablement installés dans une bouée géante.

## Variantes

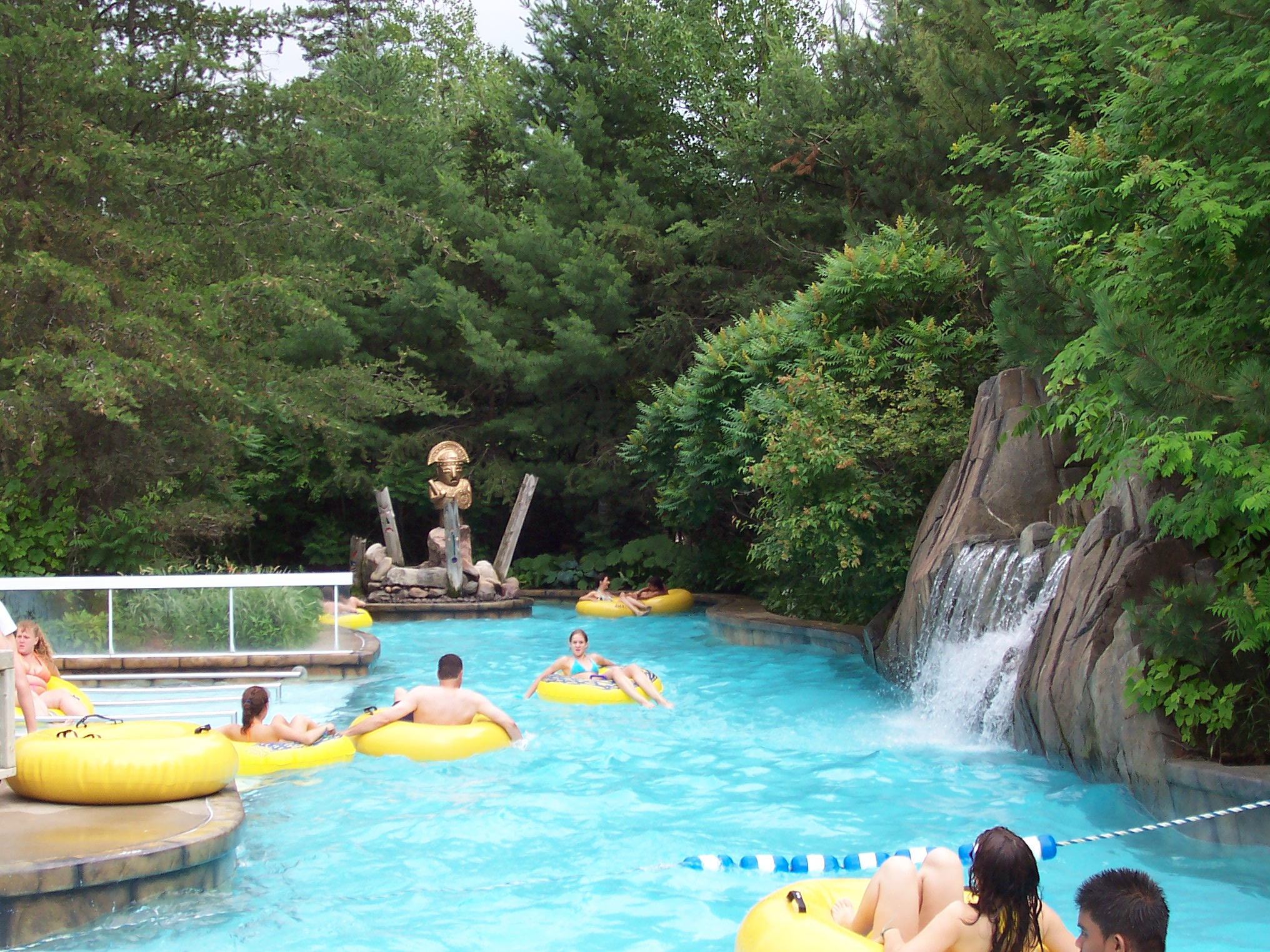
Début de la rivière d'aventure L'Amazone au parc aquatique du Village Vacances Valcartier (Saint-Gabriel-de-Valcartier, près de Québec, Québec, Canada).

Les « Torrent river » ou « Wave river », aussi connu sous le nom de « rivière d'aventure », s'inspire du principe des Lazy rivers mais utilisent des machines à vagues similaires à celles dont disposent les piscines à vagues. Le courant y est plus rapide et les vagues poussent les radeaux avec plus de force. La plupart des parcs possédant ce type d'attraction interdisent alors l'accès sans bouée.

## Galerie

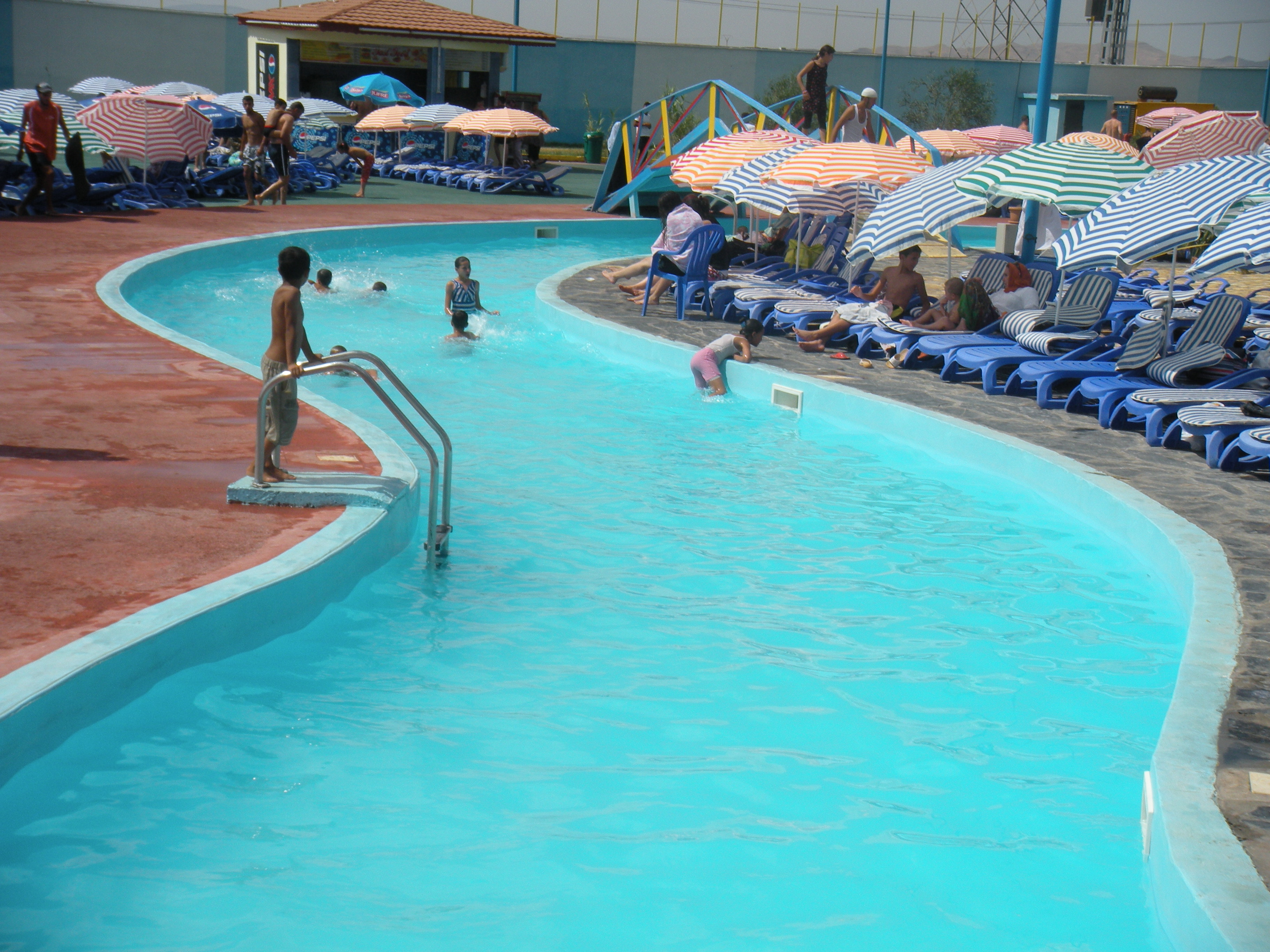
Rivière paresseuse au sein de la partie aquatique du Lompi Family Park à Djerma près de Batna en Algérie
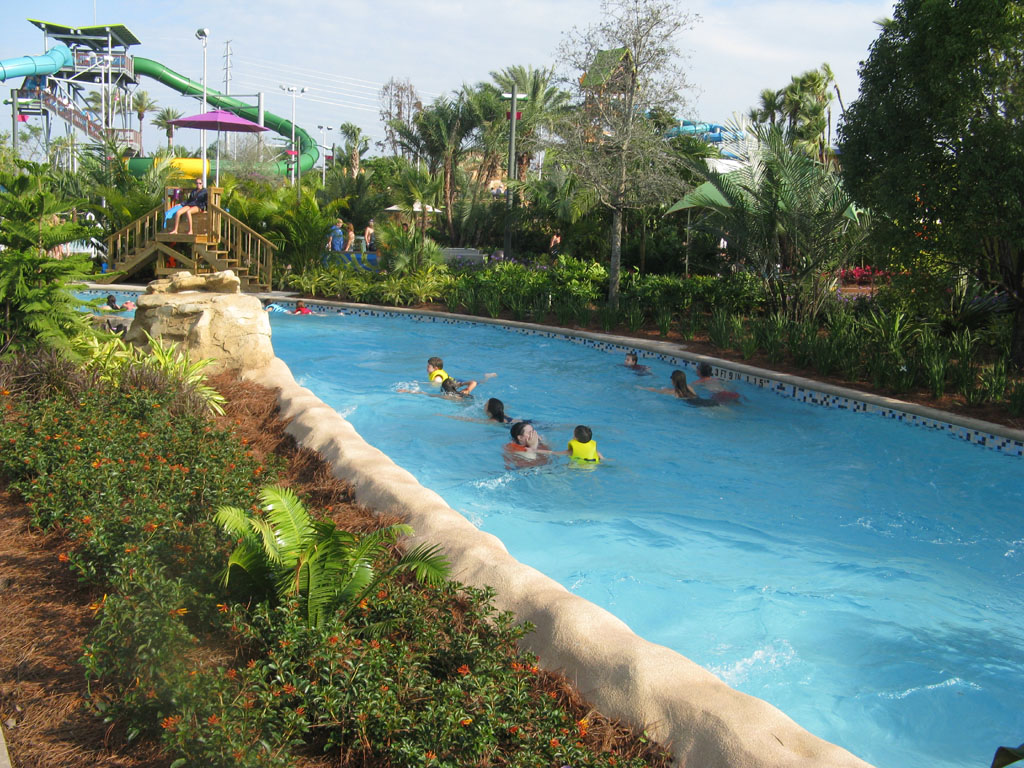
Roa's Rapids lazy river à Aquatica water park, Orlando
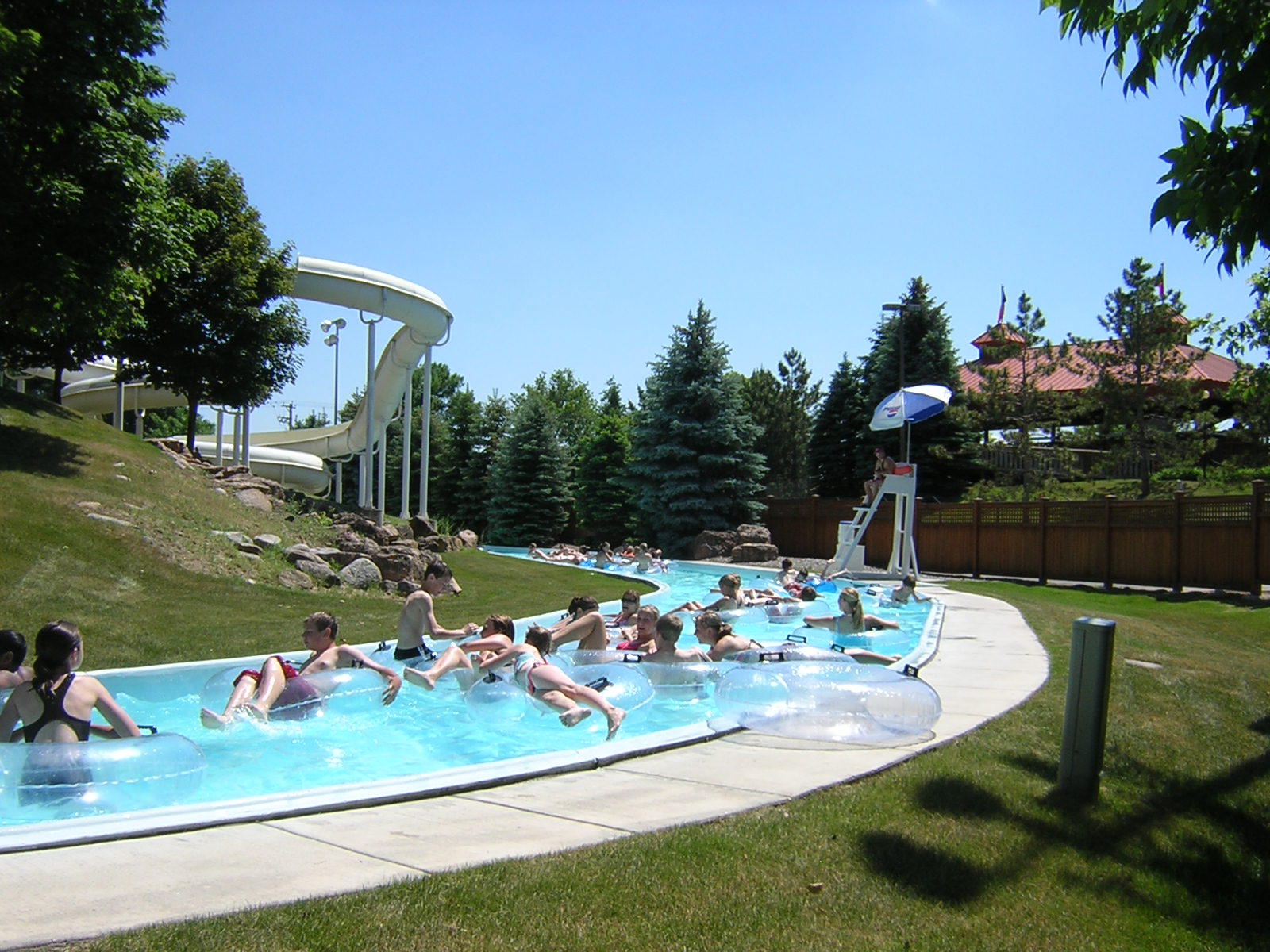
Lazy river dans le parc aquatique de Valleyfair! dans le Minnesota.
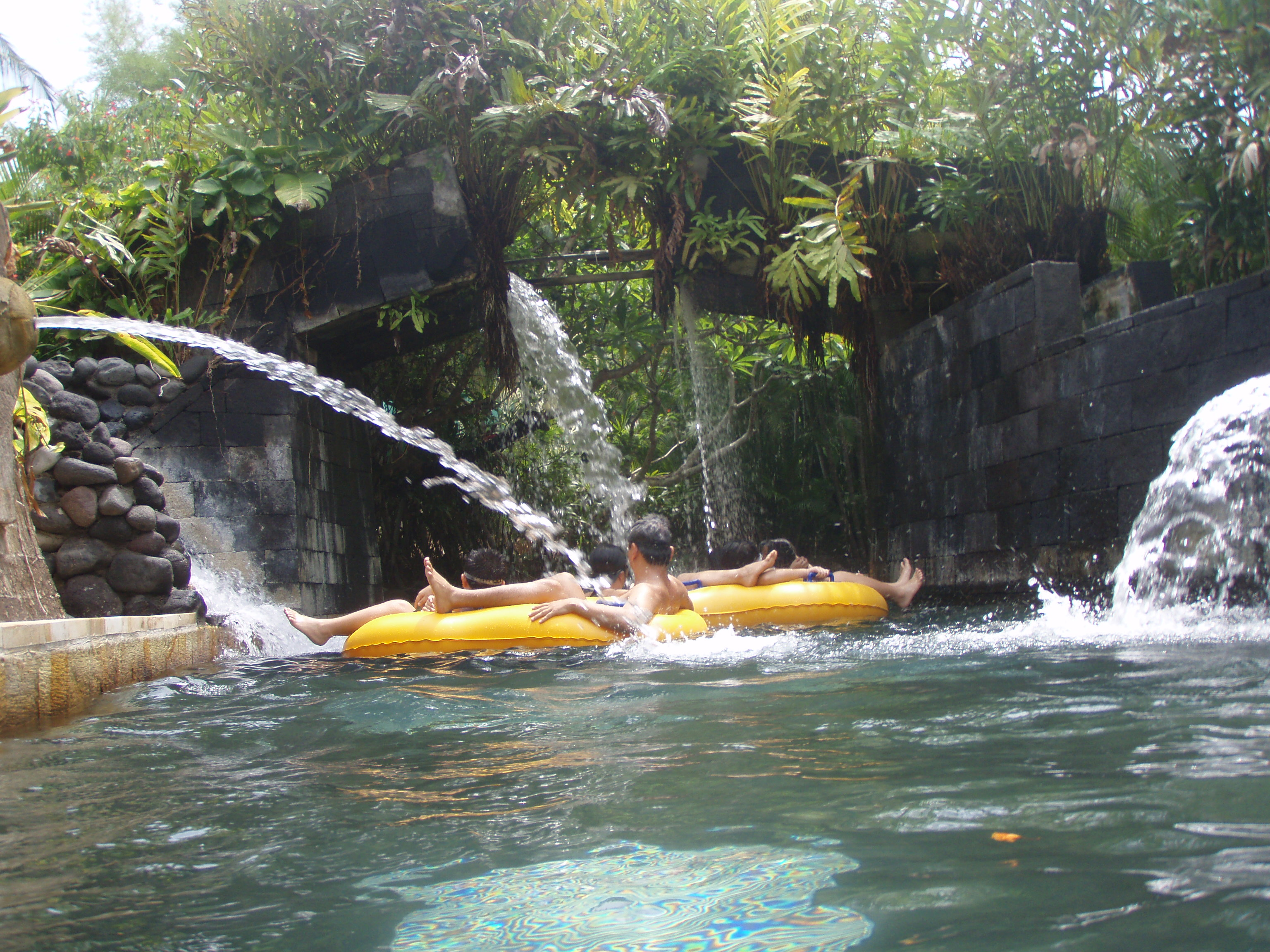
Lazy River décorée à Waterbom Park, à Bali.